# Hauppauge
Hauppauge – jednostka osadnicza w Stanach Zjednoczonych, w stanie Nowy Jork, w hrabstwie Suffolk.